# Вест-Плейнс (Міссурі)
Вест-Плейнс (англ. West Plains) — місто (англ. city) в США, в окрузі Гавелл штату Міссурі. Населення — 12 184 особи (2020).

## Географія
Вест-Плейнс розташований за координатами 36°44′15″ пн. ш. 91°52′5″ зх. д. / 36.73750° пн. ш. 91.86806° зх. д. (36.737430, -91.867957). За даними Бюро перепису населення США в 2010 році місто мало площу 34,53 км², з яких 34,48 км² — суходіл та 0,05 км² — водойми.

### Клімат
| Клімат : Вест-Плейнс                  | Клімат : Вест-Плейнс | Клімат : Вест-Плейнс | Клімат : Вест-Плейнс | Клімат : Вест-Плейнс | Клімат : Вест-Плейнс | Клімат : Вест-Плейнс | Клімат : Вест-Плейнс | Клімат : Вест-Плейнс | Клімат : Вест-Плейнс | Клімат : Вест-Плейнс | Клімат : Вест-Плейнс | Клімат : Вест-Плейнс | Клімат : Вест-Плейнс |
| Показник                              | Січ.                 | Лют.                 | Бер.                 | Квіт.                | Трав.                | Черв.                | Лип.                 | Серп.                | Вер.                 | Жовт.                | Лист.                | Груд.                | Рік                  |
| Абсолютний максимум, °C               | 24,4                 | 27,8                 | 29,4                 | 32,8                 | 35,0                 | 38,9                 | 42,2                 | 40,6                 | 38,9                 | 33,9                 | 28,9                 | 22,8                 | 42,2                 |
| Середній максимум, °C                 | 6,7                  | 9,7                  | 14,9                 | 20,5                 | 24,5                 | 29,0                 | 31,7                 | 31,9                 | 27,1                 | 21,0                 | 14,4                 | 7,6                  | 19,9                 |
| Середній мінімум, °C                  | −5,4                 | −3,2                 | 1,1                  | 6,3                  | 11,4                 | 16,2                 | 18,7                 | 18,1                 | 13,3                 | 6,8                  | 1,4                  | −3,9                 | 6,7                  |
| Абсолютний мінімум, °C                | −27,8                | −22,8                | −15,6                | −7,8                 | −0,6                 | 4,4                  | 10,6                 | 4,4                  | 0,0                  | −6,1                 | −13,9                | −25                  | −27,8                |
| Норма опадів, мм                      | 73                   | 75                   | 113                  | 114                  | 123                  | 96                   | 86                   | 84                   | 103                  | 102                  | 124                  | 97                   | 1189                 |
| ------------------------------------- | -------------------- | -------------------- | -------------------- | -------------------- | -------------------- | -------------------- | -------------------- | -------------------- | -------------------- | -------------------- | -------------------- | -------------------- | -------------------- |
| Джерело: NOAA (extremes 1948–present) |                      |                      |                      |                      |                      |                      |                      |                      |                      |                      |                      |                      |                      |

## Демографія
Згідно з переписом 2010 року, у місті мешкало 11 986 осіб у 5001 домогосподарстві у складі 3012 родин. Густота населення становила 347 осіб/км². Було 5509 помешкань (160/км²).
Расовий склад населення:
| - 95,0 % — білих - 0,9 % — азіатів - 0,8 % — чорних або афроамериканців - 0,6 % — корінних американців - 0,1 % — вихідців з тихоокеанських островів |

До двох чи більше рас належало 1,8 %. Частка іспаномовних становила 2,2 % від усіх жителів.
За віковим діапазоном населення розподілялося таким чином: 24,6 % — особи молодші 18 років, 56,7 % — особи у віці 18—64 років, 18,7 % — особи у віці 65 років та старші. Медіана віку мешканця становила 36,7 року. На 100 осіб жіночої статі у місті припадало 84,7 чоловіків; на 100 жінок у віці від 18 років та старших — 80,9 чоловіків також старших 18 років.
Середній дохід на одне домашнє господарство становив 43 140 доларів США (медіана — 32 250), а середній дохід на одну сім'ю — 53 427 доларів (медіана — 46 380). Медіана доходів становила 38 141 долар для чоловіків та 25 764 долари для жінок. За межею бідності перебувало 26,7 % осіб, у тому числі 36,7 % дітей у віці до 18 років та 17,1 % осіб у віці 65 років та старших.
Цивільне працевлаштоване населення становило 5097 осіб. Основні галузі зайнятості: освіта, охорона здоров'я та соціальна допомога — 30,6 %, роздрібна торгівля — 17,1 %, виробництво — 12,3 %, мистецтво, розваги та відпочинок — 9,2 %.

## Персоналії
- Дік Ван Дайк (* 1925) — американський актор, комік, сценарист і продюсер.